# 貝里薩德冰川
78°25′20″S 84°51′50″W / 78.42222°S 84.86389°W

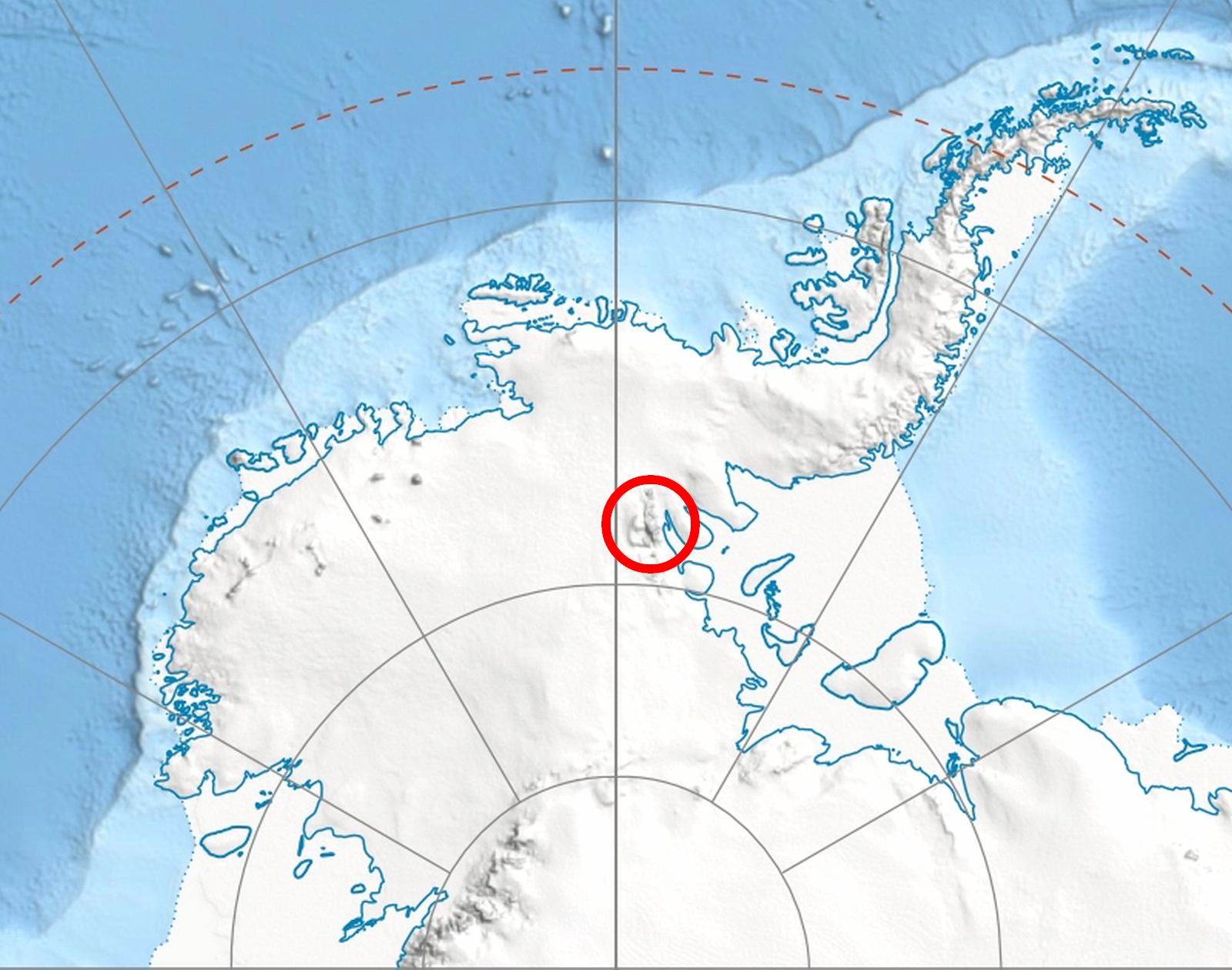

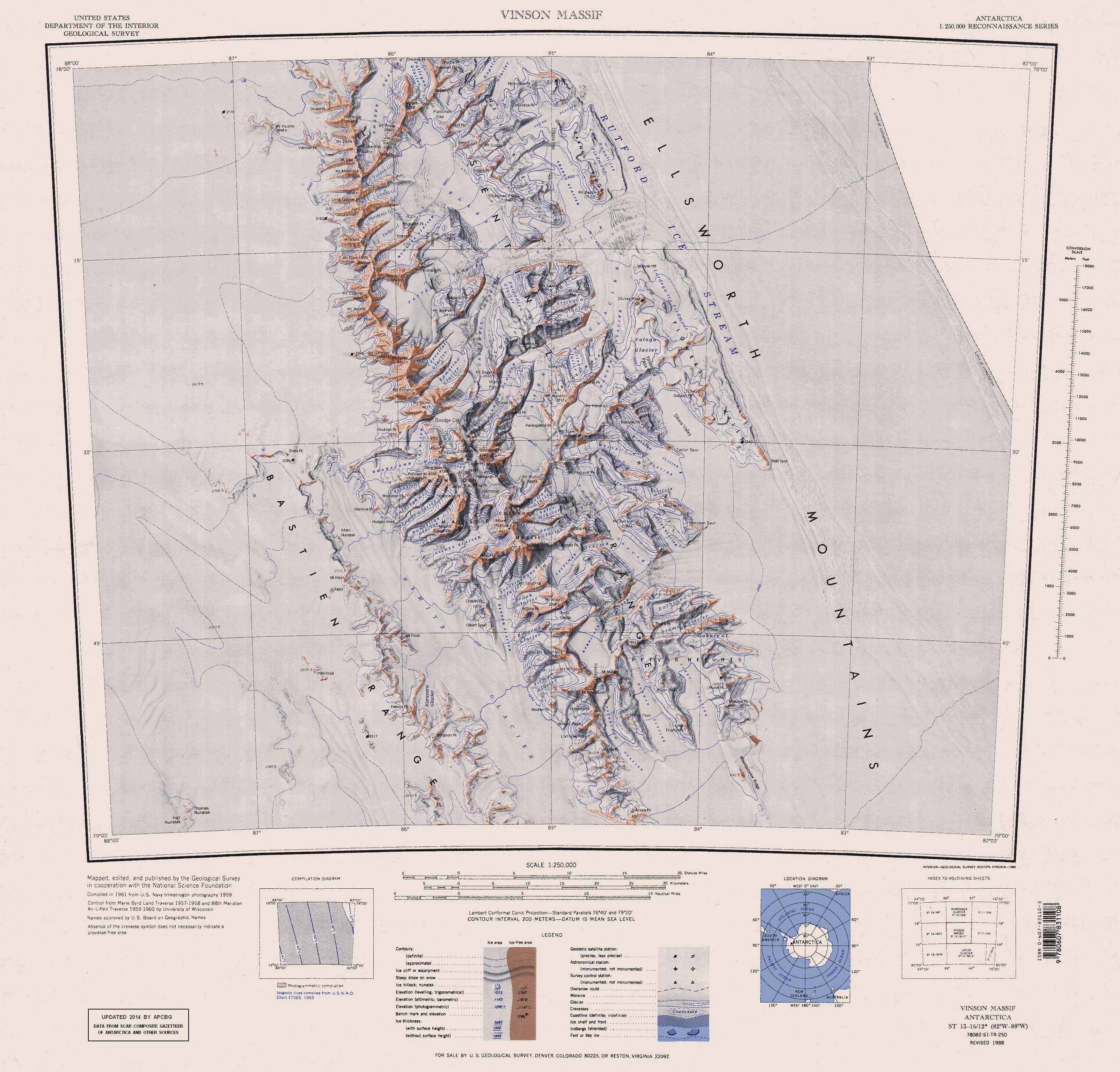

貝里薩德冰川是南極洲的冰川，位於埃爾斯沃思地，處於埃爾斯沃思山脈的森蒂納爾嶺，長4.5公里、寬1.5公里，最終在錫佩伊峰東北面注入德特冰川。

## 外部連結
- Berisad Glacier. （页面存档备份，存于） SCAR Composite Antarctic Gazetteer.